# Solà d'Escarlà
El Solà d'Escarlà és un paratge del terme municipal de Tremp, al Pallars Jussà, dins de l'antic terme ribagorçà de Sapeira.
Està situat al sud, sud-est i est del poble d'Escarlà, i està subdividit en dues parts: el Solà d'Avall, per sota del nivell del poble, i el Solà d'Amunt, a la seva mateixa alçada i a llevant.